# Caicarostreptus legationis
Caicarostreptus legationis är en mångfotingart som först beskrevs av Carl Graf Attems 1950.  Caicarostreptus legationis ingår i släktet Caicarostreptus och familjen Spirostreptidae. Inga underarter finns listade i Catalogue of Life.